# Lenguas bororo
Las lenguas borôro son un pequeño grupo de lenguas que incluyen al borôro, al umotína y al extinto otúke. Habitualmente se considera que este pequeño grupo de lenguas formaría parte de la macrofamilia macro-yê.

## Lenguas de la familia
El número de lenguas conocidas de la familia oscila entre 3 o 4 según se consideren lenguas diferentes alas variedades orientale y occidentales de bororo. Actualmente sólo se registran hablantes de Bororo oriental:
- Bororo [bor]
  - Borôro oriental, Mato Grosso del Sur, Brasil, 1072 personas el grupo étnico, con muchos no hablantes.
  - Borôro occidental, extinto, E Mato Grosso, Brasil, extinto.
- Umotína, [umo] W Mato Grosso, Brasil, 100 personas el grupo étnico, 1 hablante en 1999, probablemente extinto.
- Otúke, [otu] E Santa Cruz, Bolivia, extinto, variantes: variantes: Kovare[ka], Kurumina[ka]).

## Clasificación
A. Rodriges (1999) ha identificado algunos cogandos en favor de la hipótesis de que las lenguas borôro están emparentadas con otras lenguas macro-yê.
Por otra parte Greenberg ha relacionado a las lenguas borôro con el chiquitano, una lengua de Bolivia con 6 mil hablantes, que la mayoría de especialistas consideran una lengua aislada, sin embargo esta hipótesis de parentesco está débilmente fundamentada y necesita mayor evidencia para ser aceptable.
- Datos: Q32990